# Antonio Sciotti
 (Roma, 25 settembre 1924 – 7 settembre 1974) è stato un fumettista italiano.

## Biografia
Sciotti inizia a disegnare giovanissimo, e dopo i primi racconti di genere western (Boy Lampo) e poliziesco (Dottor Holl) degli anni 1947-1950 per le Edizioni Fantera, passa al lungo e fecondo periodo de Il Vittorioso (per il quale disegna, tra gli altri, la serie I Pirati e Kit Ringo, su testi di Mario Basari) e degli albi di Capitan Walter e Jolly, editi dallo stesso settimanale.
Negli anni sessanta, sempre per Il Vittorioso, realizza trasposizioni a fumetti di film americani di successo (Il Cenerentolo, L'uomo che uccise Liberty Valance) e la sua collaborazione si estende ai periodici per ragazzi più quotati, come Il Corriere dei Piccoli, per il quale realizza Le avventure di un cinese in Cina e La hostess del DC8,  e il Messaggero dei ragazzi (tra gli altri, la serie Il sergente Raff, su testi di Mario Basari).
Contemporaneamente, per editori inglesi, disegna la serie Nome in codice: Barracuda, e per i francesi un altro personaggio western, Josh Randall.
Nel 1969, con Alfredo Castelli, realizza per la Sansoni le serie horror Dracula il vampiro e Chi ha paura di Dorian Gray?.
Dalla fine degli anni sessanta al 1971 collabora con le Edizioni Fratelli Spada alla serie L'uomo mascherato, avventure americane.  
La sua prima collaborazione con il settimanale Il Giornalino risale al 1959, con il cineromanzo Ben Hur.
In seguito, dal 1970 fino al 1974, anno della sua morte, Sciotti collabora ininterrottamente a Il Giornalino con i racconti del raja investigatore Dev Bardai, su testi di Renata Gelardini.
Con deliberazione n. 72 del 13 marzo 2015 di Roma Capitale, ad Antonio Sciotti è stata intitolata una strada del Municipio Roma IX, nel quartiere di Mezzocammino.